# Tipula cillibema
Tipula cillibema är en tvåvingeart som beskrevs av Koc 2004. Tipula cillibema ingår i släktet Tipula och familjen storharkrankar. Inga underarter finns listade i Catalogue of Life.